# Canções do Homem Comum, vol II
‘'Canções do Homem Comum, vol. II’’ é o décimo primeiro álbum de estúdio do grupo a cappella português Vozes da Rádio, lançado no ano de 2018. Este trabalho discográfico vem no seguimento das “Canções do Homem Comum, vol I” editado no dia 16 de Abril de 2016, exactamente dois anos antes do volume II. Na altura o lançamento ficou marcado pelo regresso das Vozes da Rádio à Casa da Música. 
Canções do Homem Comum, vol. II é composto por vinte e três temas, sendo vinte e um deles originais. Os arranjos vocais bem como as composições são na maioria de Jorge Prendas. As excepções são “Procura-se” de Mário Alves (música, letra e arranjo vocal) e “Stani mi Stani” (música tradicional búlgara com arranjo colectivo das Vozes da Rádio). Jorge Prendas assina doze letras, João Monge e Mário Alves duas, Emílio Remelhe e José Topa uma cada um. Há ainda dois temas sem texto, um pequeno separador feito sobre um discurso de um ex-primeiro ministro e duas canções tradicionais: Widecombe Fair e Stani mi Stani respectivamente de Inglaterra e Bulgária.
Tal como no volume I o disco teve produção das Vozes da Rádio e foi gravado e misturado por Ivo Magalhães no estúdio Unklerockstudio. A masterização foi feita por Nuno Coelho em Monkey Corporation. A capa bem como todo o design do booklet é da autoria de Miguel Marafuz.
O pré-lançamento do disco foi feito no Jornal Notícias no dia 8 de Março e o lançamento no Dia Mundial da Voz, dia 16 de Abril de 2018. 

## Antes da gravação
As Canções do Homem Comum (volume I e II) foram gravadas exactamente na mesma altura. Os antecendentes são por isso idênticos nos dois discos. 
No início de 2013 as Vozes da Rádio decidiram que os compromissos que estavam já assumidos para esse ano iriam ser os últimos antes de uma paragem. Em Abril de 2013 apresentaram-se pela última vez no Porto com a Banda Sinfónica Portuguesa e em Setembro fizeram o seu último concerto em Aveiro. A pausa não tinha qualquer tempo definido e poderia até ser definitiva. O desânimo pela incapacidade de lançar em tempo útil o DVD Radioterapia, a falta de desafios artísticos realmente mobilizadores, um país estagnado e um natural cansaço por mais de vinte anos de trabalho em conjunto pesaram nesta decisão a cinco. 
No Natal de 2014 e quase ano e meio depois do último concerto, as cinco vozes juntaram-se pela primeira vez para um jantar. Foi no fim do encontro que agendaram uma reunião para discutir um possível regresso. 
Em Fevereiro de 2015 começavam a ensaiar novos temas, quase todos compostos há muitos anos, e que nunca tinham sido cantados pelas Vozes da Rádio. 
O regresso aos palcos deu-se a 6 de Junho de 2015 num evento privado. Durante o resto do ano o quinteto fez mais alguns concertos privados, concentrando todas as novidades para o ano de 2016, ano não só de lançamento do novo disco, como também de comemoração dos 25 anos da banda. 
As 16 de Abril as Vozes da Rádio voltaram a cantar para o público geral, apresentando nesse dia algumas das Canções do Homem Comum, constantes do volume I e II.  
Entre o lançamento do volume I e II as Vozes fizeram vários concertos passando um pouco por todo o país, incluíndo a cidade do Funchal, onde estiveram no quinquagésimo aniversário da rádio pública na ilha da Madeira ou ainda pela televisão como foi o caso do concurso A Cappella. 

## Gravação
As gravações começaram no início de Outubro de 2015 no estúdio Unklerockstudio. Ivo Magalhães foi o responsável pelas gravações. Durante cerca de três meses, com diversas interrupções, as Vozes da Rádio gravaram cerca de 40 temas que deram corpo às Canções do Homem Comum, volume I e II. Pelo estúdio passaram Maria Mendes (voz em “Perto de Mim, Só Eu”), Joaquim Alves (percussões em “Canção do Homem Comum” e “Não Quero Mergulhar num Cemitério”), Sérgio “Ginho” Marques (baixo eléctrico em “Balada da Hospedeira”), Super Coro Valentim de Carvalho, Ar de Coro e Coro Sonae Indústria (vozes em “Não Quero Mergulhar num Cemitério”), tudo temas que integram o volume I. O quinteto feminino Aquilo que Vocês Quiserem também gravou a “Canção do Solteiro” que faz parte do volume II das Canções do Homem Comum. Por gravar ficaram várias participações que aparecem no volume II. O regresso das Vozes da Rádio para terminar o volume II deu-se apenas em 2017, ainda que de forma pouco continuada. É nesse ano que António Zambujo grava “Samba da Flor que Morreu” tema onde também Filipe Deniz colaborou tocando pandeiro e caixa de fósforos. Uxia Senlle grava “Sentimento Imperfeito”, Mário Alves volta a juntar-se às Vozes da Rádio para gravar o seu tema “Procura-se”, Acácio Salero toca bateria em “Procura-se” e “Torpedear”, Sérgio Pacheco faz solos de trompete em “Sentimento Imperfeito” e “De braço dado nos bolsos”, José Topa faz um improviso sobre “Constipação”, tema que tem letra escrita por este actor, Pedro “Peixe” Cardoso grava guitarra eléctrica em “Nosso Rico Menino”  e um quinteto de sopros constituído por Daniela Leite Castro (flauta), Sara Moreira (oboé), Horácio Ferreira (clarinete), Gabriel Fonseca (fagote) e Nuno Costa (trompa) grava “Carta para Dona Ana”. Daniela Leite Castro também gravou flauta no tema “Torpedear”. Todos os participantes no disco gravaram também no final da “Canção do Solteiro”. “Widecombe Fair” foi cantado por Tim Steiner e gravado por Jorge Prendas na estação de London Bridge e “Stani mi Stani” foi cantado por Ivan Ormanliev e gravado por António Miguel na Maia, tendo as Vozes juntado a estes temas as suas harmonias em estúdio. “Blague” é um pequeno excerto de um discurso de um ex-primeiro ministro que Jorge Prendas harmonizou, e que serve de entrada para a “Carta de Dona Ana”. Há ainda a registar a participação de Danila Prestifilippo (Itália) em “Prono” e a de Kensuke (Japão) em “Endorfinas”. No tema “Nosso Rico Menino” os oito filhos das Vozes da Rádio gravaram na parte final da canção. Sérgio Valmont, que colaborou também enquanto técnico em algumas gravações, gravou baixo eléctrico no fim da “Canção do Solteiro”.
Quando as Vozes regressam a estúdio em 2017, e tal como já se disse, grande parte das músicas estavam já gravadas. No entanto “Na A3” e “Vais dançar”, canção que viria a ser o primeiro single, são temas novos e gravados apenas nestas novas sessões de estúdio. Também “Blague” só é gravado em 2017.   
Ainda que eminentemente a cappella o disco tem vários apontamentos instrumentais, além das gravações feitas por convidados já referidas anteriormente. O tema “Na A3” há vários instrumentos tocados pelas Vozes da Rádio. Rui Vilhena gravou guitarras em “Prono”, maracas em “Vénus de Mim” e ainda um shamishen, instrumento tradicional japonês, em “Endorfinas”. “Vais dançar” tem um apontamento de stylophone tocado por Jorge Prendas que também gravou a cuíca do “Samba da flor que morreu” e maracas em “Mi Carmen” e Ricardo Fráguas toca um teclado em “Vénus de Mim”. Vários temas têm palmas e estalos de dedos. Há igualmente várias gravações efectuadas em várias partes do mundo: sons de Amesterdão, Roterdão, Porto, Milão, Tóquio, podem ser ouvidos ao longo do disco. 

## Composição e estilo
As Canções do Homem Comum resultam essencialmente de uma série de temas compostos por Jorge Prendas ao longo dos últimos trinta anos. Neste volume II, o primeiro tema tem como título “1985” exactamente porque esse é o ano que aparece numa velha partitura onde Jorge o escreveu. Já “Procura-se”, tema da autoria de Mário Alves, esteve para fazer parte de “Bruxas, Heróis e Males d’Amor”, primeiro álbum das Vozes de 1995. A sua dificuldade ditou que não entrasse nesse disco. “De Braço Dado nos Bolsos” foi escrito na década de 90, pela dupla Jorge Prendas e Mário Alves por alturas do segundo disco das Vozes da Rádio “Mappa do Coração”. “Vénus de Mim” é de 1991, ainda que a versão com texto apenas tenha surgido na altura em que as Vozes resolveram gravar as Canções do Homem Comum. “Sentimento Imperfeito” e “Canção do Solteiro” são dois temas com letra de João Monge. O primeiro foi feito em 2003 e o segundo foi composto em 2015. “Samba da Flor que Morreu” foi feito em Tóquio, Fevereiro de 2014, e já a pensar em António Zambujo, enquanto “Na A3” foi composto em Agosto de 2016, depois de ser editado o volume I. A ideia melódica de “Vais Dançar” estava numa velha cassete da década de 90, mas a letra apenas foi escrita em 2016 depois de Jorge Prendas ter lido um artigo sobre bailes londrinos frequentados por pessoas solitárias, muitas delas com mais de 50 anos, e que nunca tiveram um relacionamento estável com ninguém. “Carta para Dona Ana” foi estreado pelas Vozes no concerto de 2013 com a Banda Sinfónica Portuguesa. “Grão-de-Porto” é um tema com texto de Emílio Remelhe, composto em 2012 e “Constipação” com letra de José Topa tem já vários anos mas nunca tinha sido cantado pelas Vozes. “Mi Carmen” é a versão com texto de “Habanera Náutica” que faz parte do disco “Mais Perto” de 2001 e as peças corais “Do dicionário” e “Coral 3” têm já alguns anos, tendo sido recuperados para este disco e, no caso do primeiro, acrescentada uma letra. “Nosso Rico Menino”, “Sempre posso ser Fadista”, “Prono”, “Endorfinas” e “Torpedear” foram temas escritas durante as sessões de gravação em 2015. “Torpedear” foi escrita a “pedido” de Ivo Magalhães que perante tantos temas disse: “só vos falta um sobre torpedos!”.   
A heterogeneidade temática continua muito presente neste disco, indo de temas sensíveis e dramáticos como a vida precária dos mais velhos (“Carta para Dona Ana”), passando por uma canção à cidade do Porto (“Grão-de-Porto”) ou o já habitual humor em temas como “Na A3” ou “Endorfinas”. 

## Lançamento e recepção
Desde o lançamento das Canções do Homem Comum, vol I que as Vozes incluíram alguns temas do volume II nos seus concertos. O dia de lançamento do álbum ficou marcado pela emissão na TSF “Música de Bolso”, bem como uma série de entrevistas que as Vozes da Rádio deram a vários canais de televisão e estações de rádio. O lançamento do disco deu lugar a uma tournée e começou a ser apresentado no concerto de 14 de Abril em Caminha, a que se seguiram concertos no Entroncamento, na Régua e no Porto onde a 30 de Abril as Vozes se apresentaram no Teatro Sá da Bandeira. 

## Curiosidades
- Os temas “Prono” e “Samba da Flor que Morreu” aparecem, ainda que parcialmente, no filme “Delírio em Las Vedras” de Edgar Pera[13].

- ”1985” e “Coral 3” fazem parte da Cantata de Natal de Jorge Prendas estreada no Natal de 2013 na Igreja da Lapa.

- O tema “Vénus de Mim” é o segundo andamento da peça “Três viagens em três pedais” para piano e vibrafone[14].

- ”Mi Carmen” fez parte da encomenda feita às Vozes da Rádio em 2000 para inauguração do Museu dos Transportes e Comunicação do Porto - Museu da Alfândega. A versão apresentada na altura era apenas instrumental.

- A letra de “Do Dicionário” foi feita a partir de um jogo com um dicionário de língua portuguesa.

- O tema “Grão-de-Porto” faz parte do repertório da Orquestra Som da Rua desde 2011.

## Faixas
| N.º            | Título                     | Compositor(es)         | voz principal                                     | Duração |  |
| 1.             | "1985"                     | J. Prendas             | Vozes da Rádio                                    | 1:05    |  |
| 2.             | "Samba da Flor que Morreu" | J. Prendas             | António Zambujo                                   | 4:12    |  |
| 3.             | "Vais dançar"              | J. Prendas             | Tiago Oliveira                                    | 3:00    |  |
| 4.             | "De braço dado nos bolsos" | J. Prendas, M. Alves   | Ricardo Fráguas                                   | 2:54    |  |
| 5.             | "Widecombe Fair"           | Tradicional Inglaterra | Tim Steiner                                       | 0:23    |  |
| 6.             | "Procura-se"               | M. Alves               | Mário Alves                                       | 3:03    |  |
| 7.             | "Vénus de Mim"             | J. Prendas             | Jorge Prendas                                     | 3:05    |  |
| 8.             | "Canção do Solteiro"       | J. Prendas, J. Monge   | Aquilo que Vocês Quiserem, Rui Vilhena            | 5:11    |  |
| 9.             | "Mi Carmen"                | J. Prendas             | António Miguel                                    | 1:28    |  |
| 10.            | "Grão-de-Porto"            | J. Prendas, E. Remelhe | Jorge Prendas                                     | 3:10    |  |
| 11.            | "Coral 3"                  | J. Prendas             | Vozes da Rádio                                    | 0:33    |  |
| 12.            | "Sentimento Imperfeito"    | J. Prendas, J. Monge   | Uxía                                              | 3:12    |  |
| 13.            | "Sempre posso ser fadista" | J. Prendas             | Rui Vilhena                                       | 2:35    |  |
| 14.            | "Blague"                   | P. Sousa               | Pinto de Sousa                                    | 0:12    |  |
| 15.            | "Carta para Dona Ana"      | J. Prendas             | Jorge Prendas                                     | 2:56    |  |
| 16.            | "Stani mi Stani"           | Tradicional Búlgara    | Ivan Ormanliev                                    | 1:00    |  |
| 17.            | "O Nosso Rico Menino"      | J. Prendas             | Rui Vilhena, Peixe                                | 6:57    |  |
| 18.            | "Constipação"              | J. Prendas, J. Topa    | José Topa, António Miguel, Ricardo Fráguas        | 3:39    |  |
| 19.            | "Prono"                    | J. Prendas             | Tiago Oliveira, Rui Vilhena, Danila Prestifilippo | 1:44    |  |
| 20.            | "Do Dicionário"            | J. Prendas             | Vozes da Rádio                                    | 0:54    |  |
| 21.            | "Endorfinas"               | J. Prendas             | Ricardo Fráguas                                   | 1:45    |  |
| 22.            | "Na A3"                    | J. Prendas             | Jorge Prendas                                     | 4:30    |  |
| 23.            | "Torpedear"                | J. Prendas             | Tiago Oliveira                                    | 2:30    |  |
| Duração total: | Duração total:             | Duração total:         | Duração total:                                    | 60:01   |  |

Todos os arranjos vocais de Jorge Prendas, excepto Procura-se (Mário Alves) e Stani mi Stani (Vozes da Rádio)

## Membros
Banda
- Tiago Oliveira
- Jorge Prendas
- Rui Vilhena
- António Miguel
- Ricardo Fráguas

Músicos convidados e equipe técnica
- Ivo Magalhães - gravação, mistura e guitarra eléctrica
- Aquilo que Vocês Quiserem (Beatriz Rola, Sara Silva, Patrícia Lestre, Catarina Valadas, Ana Conceição) - vozes, ukulele, violoncelo
- António Zambujo - voz
- Uxía Senlle - voz
- Mário Alves - voz
- José Topa - voz
- Danila Prestifilippo - voz
- Kensuke - voz
- Ivan Ormanliev - voz
- Tim Steiner - voz
- Pinto de Sousa - voz
- Filipe Deniz - pandeiro e caixa de fósforos
- Acácio Salero - bateria
- Sérgio Pacheco - trompete
- Pedro “Peixe” Cardoso - guitarra eléctrica
- Daniela Leite Castro - flauta
- Sara Moreira - oboé
- Horácio Ferreira - clarinete
- Gabriel Fonseca - fagote
- Nuno Costa - trompa
- Sérgio Valmont - baixo
- Ivo Magalhães - gravação, edição e mistura
- Nuno Coelho - masterização
- Miguel Marafuz - design
- Sofia, Miguel, Maria, Margarida, Inês, Jorge, Francisco, Maria João - vozes